# Proportionele regelaar
Een proportionele regelaar is een modulerende regeling waarbij het stuursignaal wordt bepaald aan de hand van het foutsignaal – de afwijking tussen de instelwaarde en meetwaarde – en de versterkingsfactor.
De deviatie is het verschil tussen de gemeten waarde (measured value) en de ingestelde waarde (setpoint). Vaak wordt bij de output nog de bias opgeteld. In de praktijk is deze bias vaak 50%. Er zijn direct werkende regelaars en indirect werkende regelaars.
Deviatie = gemeten waarde − ingestelde waarde (direct werkende regelaar)
Deviatie = ingestelde waarde − gemeten waarde (indirect werkende regelaar)
Uitvoer = (Deviatie × Kr) + bias
Waarbij:
- Uitvoer: output van de regelaar (regelwaarde);
- Deviatie: verschil tussen gemeten waarde en ingestelde waarde;
- Kr: regelaarversterking;
- bias: voorinstelling (50%).

Met een proportionele regelaar worden processen geregeld waarbij bijna altijd statische afwijking ontstaat. De gemeten waarde wijkt in dat geval af van de ingestelde waarde. Dit probleem kan worden opgelost door, naast proportionele actie, ook gebruik te maken van een integrerende regelactie, een PI-regelaar.